# Serra (Brasile)
Serra è un comune del Brasile nello Stato dell'Espírito Santo, parte della mesoregione Central Espírito-Santense e della microregione di Vitória.
Nel distretto di Nova Almeida sorge la chiesa di Nostra Signora della Pietà, esempio di stile chão notevole per la pulizia delle linee e per l'armonia delle proporzioni. Ospita il primo quadro a olio dipinto in Brasile.